# サカパ県
サカパ県（サカパけん、スペイン語: Departamento de Zacapa）は、グアテマラに22ある県のひとつ。県都はサカパである。

## 隣接する県
- イサバル県
- コパン県
- チキムラ県
- ハラパ県
- エル・プログレソ県
- アルタ・ベラパス県

## 下位行政区
県は下記の10市からなる（アルファベット順）。
1. カバーニャス市 (Cabañas)
2. エスタンスエラ市 (Estanzuela)
3. グアラン市 (Gualán)
4. ウィテ市 (Huité)
5. ラ・ウニオン市 (La Unión)
6. リオ・オンド市 (Río Hondo)
7. サン・ディエゴ市 (San Diego)
8. テクルタン市 (Teculután)
9. ウスマトラン市 (Usumatlán)
10. サカパ市 (Zacapa)